# Януш Вишневський
Януш Леон Вишне́вський (пол. Janusz Leon Wiśniewski; нар. 18 серпня 1954, Торунь) — сучасний польський письменник. Насамперед відомий як автор роману «Самотність у мережі» (2001).

## Біографія
Народився 18 серпня 1954 року у місті Торунь, Польща. У чотирнадцятирічному віці вступив до морського училища в Колобжег, що підпорядковується Міністерству морського транспорту, через 5 років отримав диплом моряка далекого плавання. Згодом здобував освіту в Університеті Торуні, вивчав фізику, захистив докторську дисертацію. Водночас отримував освіту на економічному факультеті. Захистив докторську дисертацію з хімії в Лодзі. Отримав ступінь доктора інформатики, зараз займається біоінформатикою. Знає німецьку, англійську та російську мови. Проживає у Франкфурті-на-Майні.
Був одружений, має 2 дочки, Іоанну та Аду. Він сказав про них: «У мене в житті існує тільки дві найбільш значущі жінки. Перша — це моя старша дочка, друга — молодша». Його дочки не читають його книг, а тільки прослуховують в аудіо форматі. «Самотність у мережі» їм не до вподоби, оскільки ця книга сильно зачіпає особисте життя їхнього батька.
Епіграфом на своїй вебсторінці Януш написав: «Боже, допоможи мені бути таким, яким мене вважає мій собака».

## Кар'єра

### Наукова діяльність
У 1979—1987 роках Вишневський працював у Центрі обчислювальних технологій GCM. Живе у Франкфурті-на-Майні, де й працює в міжнародній компанії програмного забезпечення. Займається розробкою програмного забезпечення для хіміків. Співавтор першої комп'ютерної програми в світі для автоматичного створення AutoNom систематичних назв органічних сполук на основі їхніх структурних формул. Методи визначення систематичних імен реалізовано у програмі та запатентовано в Європейському Союзі і Сполучених Штатах в 2004/2006 роках.
У 1999—2007 роках працював на посаді доцента в Поморській педагогічній академії в Слупську.

### Творчість
Література — це свого роду хобі для Януша. У ній багато відображено з наукового життя письменника (оскільки першим своїм заняттям письменник вважає науку). Для нього наука — дружина, а література — коханка, і приховати їх один від одного не вдасться. Література в чомусь допомагає письменникові розкласти по поличках науковий матеріал, який згодом буде використаний у творчості.
Дебютував у літературі романом «Самотність у мережі» — історією віртуальної любові, що стала реальністю. Книга три роки не виходила зі списків бестселерів, витримала безліч перевидань, в тому числі, з доповненнями за результатами дискусії з читачами на інтернет-форумах. Книгу екранізовано в 2006 році, причому в одній із епізодичних ролей знявся сам Вишневський.
Книгу було видано українською мовою у 2019
Продовження бестселера «Самотність у мережі» також було видано українською мовою видавництвом «Фабула».

## Переклади українською
- Януш Вишневський. Коханка. — Х. : Фоліо, 2009. — 186 с. — ISBN 978-966-03-4595-9.
- Януш Вишневський. Аритмія почуттів. — К. : Махаон-Україна, 2010. — 224 с. — ISBN 978-617-526-267-2.
- Януш Вишневський. Бікіні. — К. : Національний книжковий проект, 2010. — 464 с. — ISBN 978-966-339-928-7.
- Януш Вишневський. Сцени з життя за стіною. — К. : Національний книжковий проект, 2010. — 96 с. — ISBN 978-966-339-824-2.
- Януш Вишневський. Постіль. — К. : Махаон-Україна, 2012. — 288 с. — ISBN 978-966-339-824-2.
- Януш Вишневський, Ірена Вишневська. На face з сином. — К. : Рідна мова, 2013. — 296 с. — ISBN 978-617-526-606-9#978-83-63387-00-6.
- Януш Вишневський, Ірена Вишневська. На face з сином. — К. : Махаон-Україна, 2013. — 400 с. — ISBN 978-617-526-625-0.
- Януш Вишневський. Коханка. — К. : Махаон-Україна, 2013. — 224 с. — ISBN 978-617-526-634-2.
- Януш Вишневський. Самотність у мережі. — К. : Махаон-Україна, 2013. — 512 с. — ISBN 978-617-526-624-3.
- Януш Вишневський. Марцелінка.У пошуках найважливішого. — К. : Махаон-Україна, 2013. — 96 с. — ISBN 978-617-526-604-5.
- Януш Вишневський. Повторення долі. — К. : Махаон-Україна, 2013. — 336 с. — ISBN 978-617-526-662-5.
- Януш Вишневський. Самотність у мережі. — К. : Махаон-Україна, 2014. — 512 с. — ISBN 978-617-7200-24-5.
- Януш Вишневський. Гранд готель. — К. : Рідна мова, 2014. — 272 с. — ISBN 978-617-7200-68-9#978-83-64142-61-1.
- Януш Вишневський. Кульмінація. — К. : Рідна мова, 2015. — 368 с. — ISBN 978-966-917-039-2.
- Януш Вишневський. Гранд готель. — К. : Рідна мова, 2015. — 352 с. — ISBN 978-966-917-000-2, 978-83-64142-61-1.
- Януш Вишневський. Інтимно. Розмови не тільки про кохання. — К. : Рідна мова, 2015. — 360 с. — ISBN 978-617-526-740-0.
- Януш Вишневський. Самотність у мережі. — К. : Рідна мова, 2015. — 424 с. — ISBN 978-966-917-004-0#978-83-7648-191-3.
- Януш Вишневський. Навіщо потрібні чоловіки?. — К. : Рідна мова, 2016. — 128 с. — ISBN 978-966-917-082-8.
- Януш Вишневський. Бікіні. — К. : Рідна мова, 2016. — 544 с. — ISBN 978-617-526-764-6, 978-83-247-2051-4.
- Януш Вишневський. Ґранд-готель. — К. : Рідна мова, 2017. — 304 с. — ISBN 978-966-917-202-0.
- Януш Вишневський. Усі мої жінки. Пробудження. — К. : Рідна мова, 2018. — 512 с. — ISBN 978-966-917-201-3.
- Януш Вишневський. Самотність у Мережі. — Х. : Фабула, 2019. — 368 с. — ISBN 978-617-09-5582-1.
- Януш Вишневський. Зміщення спектра. — Х. : Фабула, 2019. — 448 с. — ISBN 978-617-09-5583-8.